# 松浦理英子
松浦 理英子（まつうら りえこ、1958年8月7日 - ）は、日本の小説家。

## 来歴・人物
愛媛県松山市生まれ。父親の勤務の関係で、幼少期を四国地方の各地で過ごす。中学生の時に香川県丸亀市に移り、丸亀市立西中学校から香川県大手前高等学校を経て、青山学院大学への進学を機に上京。
10代よりマルキ・ド・サド、ジャン・ジュネなどを愛読し、大学で仏文科を志望したのもジュネを原語で読むためであった。大学在学中の1978年、「泣き屋」と「笑い屋」との奇妙な交流を描く「葬儀の日」で文學界新人賞を受賞、芥川賞候補になる。青山学院大学文学部仏文科を卒業後、1987年にレズビアンを描いた『ナチュラル・ウーマン』が中上健次の絶賛を受け注目される。
1993年11月、河出書房新社より長編小説『親指Pの修業時代』を上下巻で刊行。同作品は右足の親指がペニスになってしまった女性の遍歴を描き、「ペニスを男根主義から解放する」ことを謳った。1994年、女流文学賞受賞。同作品はベストセラーとなり、映画化の話が持ち上がった。また、2009年には講談社インターナショナルより英訳版『The Apprenticeship of Big Toe P』が刊行された。翻訳(英語）はマイケル・エメリック。2017年の小説の『最愛の子ども』の翻訳（イタリア語）はアンナ・スペッキオ。
小説、エッセイとも一貫して、性愛における「性器結合中心主義」への異議を唱え続けている（一般的な意味での「フェミニスト」ではない）。寡作な作家であり、『親指Pの修業時代』から次作『裏ヴァージョン』まで7年、『犬身』までさらに7年が費やされた。2007年発表の『犬身』では、子犬に転生した女性を通じて種を超えた愛情を描き、翌年に読売文学賞を受賞した。  犬好き。また女子プロレス愛好家であり、ブル中野のファンである。

## 受賞歴
- 1978年、「葬儀の日」で文學界新人賞を受賞。同作で芥川賞候補にも。
- 1979年、「乾く夏」で芥川賞候補に。
- 1988年、「ナチュラル・ウーマン」が中上健次の特別推薦で三島由紀夫賞の候補に。
- 1993年、「親指Pの修業時代」で三島由紀夫賞候補に。
- 1994年、「親指Pの修業時代」で女流文学賞を受賞。
- 2007年、「犬身」で読売文学賞を受賞。センス・オブ・ジェンダー賞の大賞にも選ばれるが、辞退。
- 2017年、「最愛の子ども」で泉鏡花文学賞を受賞。
- 2022年、「ヒカリ文集」で野間文芸賞を受賞。

## 作品

### 小説
- 『葬儀の日』（1980年8月 文藝春秋 / 1993年1月 河出文庫）
- 『セバスチャン』（1981年8月 文藝春秋 / 1992年7月 河出文庫 / 2007年12月 河出文庫【新装版】）
- 『ナチュラル・ウーマン』（1987年2月 トレヴィル / 1991年10月 河出文庫 / 1994年10月 河出書房新社 / 2007年5月 河出文庫【新装版】）
- 『親指Pの修業時代』（1993年11月 河出書房新社 / 1995年9月 河出文庫 / 2006年4月 河出文庫【新装版】）
- 『裏ヴァージョン』（2000年10月 筑摩書房 / 2007年11月 文春文庫 / 2017年9月 小学館 P+D BOOKS）
- 『犬身』（2007年10月 朝日新聞社 / 2010年9月 朝日文庫）
- 『奇貨』（2012年8月 新潮社 / 2015年2月 新潮文庫）
- 『最愛の子ども』（2017年4月 文藝春秋/2020年5月 文春文庫）
- 『ヒカリ文集』（2022年2月 講談社）

### エッセイ
- 『ポケット・フェティッシュ』（1994年5月 白水社 / 2000年7月 白水Uブックス）
- 『おカルトお毒味定食』（1994年8月 河出書房新社 / 1997年4月 河出文庫） - 笙野頼子との共著
- 『優しい去勢のために』（1994年9月 筑摩書房 / 1997年12月 ちくま文庫）
- 『おぼれる人生相談』（1998年12月 角川書店 / 2001年4月 角川文庫） - 『月刊カドカワ』連載の人生相談コーナーの書籍化

### 脚本
- ナチュラル・ウーマン（1994年、佐々木浩久監督、嶋村かおり、緒川たまき主演）